# Méra (Vrancea megye)
Méra (Mera) település Romániában, Moldvában, Vrancea megyében.

## Fekvése
A 2M út mellett, Broșteni és Reghiu közt fekvő település.

## Leírása
Egyes források e települést azonosítják az 1279-ben Civitas de Mylko néven nevezett Milkói püspökség egykori székhelyeként, míg más források a Foksány-tól (Focșani) délkeletre fekvő Milkóval (Milcovul) azonosítják azt.
Mérának a 2002 évi népszámláláskor 3914 lakosa volt, 3913 román és 1 magyar volt. Ebből 3895 ortodox, 3 református, 16 egyéb volt.
2007-ben 3,927 lakost számoltak itt össze.